# 下津川山
下津川山（しもつごうやま）は、群馬県利根郡みなかみ町と新潟県南魚沼市の境にある山である。標高は1,927.7m。越後山脈の山の一つ。標高差は1,200mである。利根川の最上流部にある。
登山道は整備されていない。

## 登山ルート
- 十字峡登山センター（南魚沼市清水瀬663番地4:標高450m）[1]から徒歩で登山口までで約15分、山頂まで約5時間。
- 丹後山避難小屋（標高 1649.3m・収容人数 40人）。
- 巻機山避難小屋（標高 1820m・収容人数 30人）。

## 周辺の山々
- 本谷山 (ほんたにやま) 1,870m・越後沢山 (えちごさわやま) 1,860.8m・丹後山・大水上山・兎岳・中ノ岳
- 小沢岳 (おざわだけ) 1,940m・三ツ石山 (みついしやま) 1,586m・牛ヶ岳・巻機山
- ネコブ山 1,794m・桑ノ木山（くわのきやま) 1,495.7m

## 河川
- 利根川
- 三国川

## アクセス
- 車:関越自動車道六日町インターチェンジより、新潟県道233号落合六日町線を三国川ダムから十字峡登山センターまで、車で約40分。タクシーでは上越線六日町駅から約30分、7500円前後。
- バス:南越後観光バスで六日町駅から野中（三国川ダム下）まで約30分、十字峡登山センターまで徒歩約2時間。